# Валтер II фон Андлау
Валтер II фон Андлау (на немски: Walter II von Andlau zu Butenheim; * пр. 1409; † между 1 януари и 3 март 1433) е благородник от род „Андлау“ от Долен Елзас/Гранд Ест, годсподар на Бутенхайм в Елзас.
Той е син на Хайнрих VII (Щолцман) фон Андлау († 1426) и съпругата му Клара фон Ратолдсдорф († сл. 1394), дъщеря на Ханеман фон Ратолдсдорф. Внук е на Хайнрих IV фон Андлау († 13 април 1353) и Гертруд фон Трухтерсхайм († сл. 1346). Правнук е на Петер I фон Андлау († 5 декември 1335). Праправнук е на Рудолф II фон Андлау († сл. 1307), синът на Еберхард II фон Андлау († 9 септември 1264) и Аделхайд фон Флекенщайн († сл. 1267), дъщеря на Хайнрих I фон Флекенщайн († сл. 27 февруари 1259) и Кунигунда фон Барендорф. Потомък е на Еберхард I фон Андлау († сл. 1227) и  Гертруд († сл. 1227).
Валтер фон Андлау наследява през 1418 г. от тъста си Хартунг фом Хуз/Хауз господството Бутенхайм с дворец Белинген, Хомбург и Клайнландау. Валтер фон Андлау получава господството Бутенхайм от Катарина Бургундска. Бутенхайм вече не съществува, но фамилията Андлау запазва Белинген до 1937 г. Линията Белингер на Андлау измира през 1961 г.
През 1676 г. император Леополд I издига рода на имперски фрайхер. През 1773 г. Луи XV одобрява „бароната“ на цялата фамиля. През 1750 г. някои клонове на фамилията са издигнати на френски граф.

## Фамилия
Валтер II фон Андлау се жени за Маргарета фом Хуз фон Витенхайм († 4 декември 1424), дъщеря на Хартунг фом Хуз фон Витенхайм († сл. 1404) и Гизела фон Блуменек († сл. 1404), дъщеря на Йохан фон Блуменек († 1384) и Маргарета Малтерер. Те имат четири деца:
- Ханс I фон Андлау († 5 септември 1461), женен за Барбара фон Ратзамхаузен; имат син Валтер III фон Андлау († пр. 11 октомври 1507)
- Лазарус I фон Андлау († 9 август 1494/12 януари 1495), годсподар на Витенхайм, губернатор в Австрия, женен за Юдит фон Рамщайн († пр. 12 януари 1495); имат шест деца
- Петерман VI фон Андлау († 1470), господар на Хомбург и Бутенхайм, женен пр. 20 май 1451 г. за Енгелина (Агнес) фон Ротберг († сл. 1486, дъщеря на Арнолд фон Ротберг и Клара Рот; имат син и дъщеря
- Урсула фон Андлау († 9 август 1464), омъжена за Фридрих фом Хуз († 1464)

Валтер II фон Андлау се жени втори път за Йохана фон Мюленхайм. Те нямат деца.